# Erysimum hungaricum
Erysimum hungaricum är en korsblommig växtart som beskrevs av Zapal. Erysimum hungaricum ingår i släktet kårlar, och familjen korsblommiga växter. IUCN kategoriserar arten globalt som sårbar. Inga underarter finns listade i Catalogue of Life.